# C11orf94
C11orf94 (англ. Chromosome 11 open reading frame 94) – білок, який кодується однойменним геном, розташованим у людей на 11-й хромосомі. Довжина поліпептидного ланцюга білка становить 98 амінокислот, а молекулярна маса — 10 902.
| 10         |  | 20         |  | 30         |  | 40         |  | 50         |
| ---------- |  | ---------- |  | ---------- |  | ---------- |  | ---------- |
| MVLAMLGALH |  | PRAGLSLFLH |  | LILAVALLRS |  | QPLRSQRSVP |  | EAFSAPLELS |
| QPLSGLVDDY |  | GILPKHPRPR |  | GPRPLLSRAQ |  | QRKRDGPDLA |  | EYYYDAHL   |

A: Аланін

D: Аспарагінова кислота

E: Глутамінова кислота

F: Фенілаланін

G: Гліцин

H: Гістидин

I: Ізолейцин

K: Лізин

L: Лейцин

M: Метіонін

P: Пролін

Q: Глутамін

R: Аргінін

S: Серин

V: Валін

Секретований назовні.